# Doppelwendeltreppe Graz

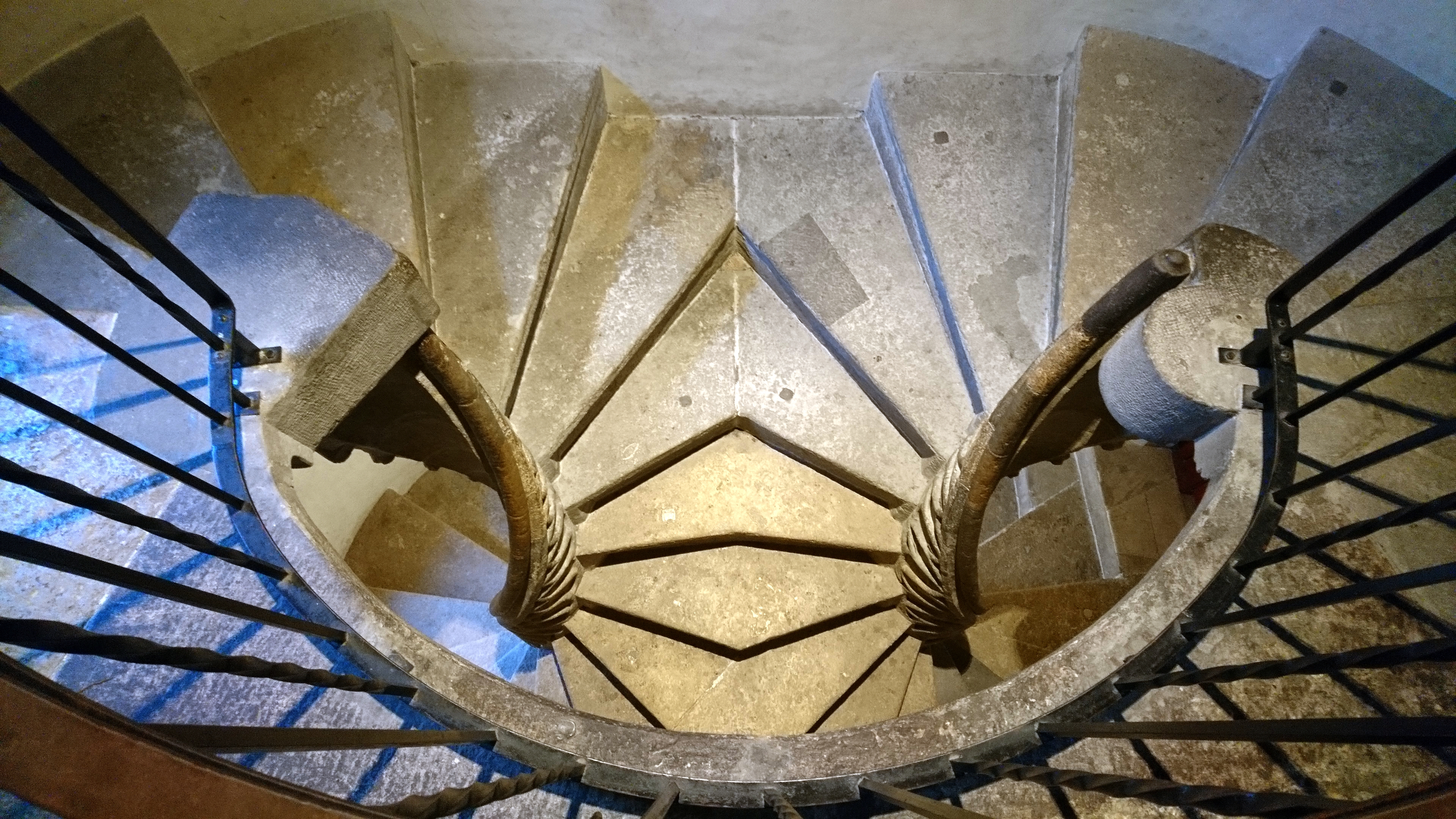
Burg, Sitz der Steirischen LR, Doppelwendeltreppe

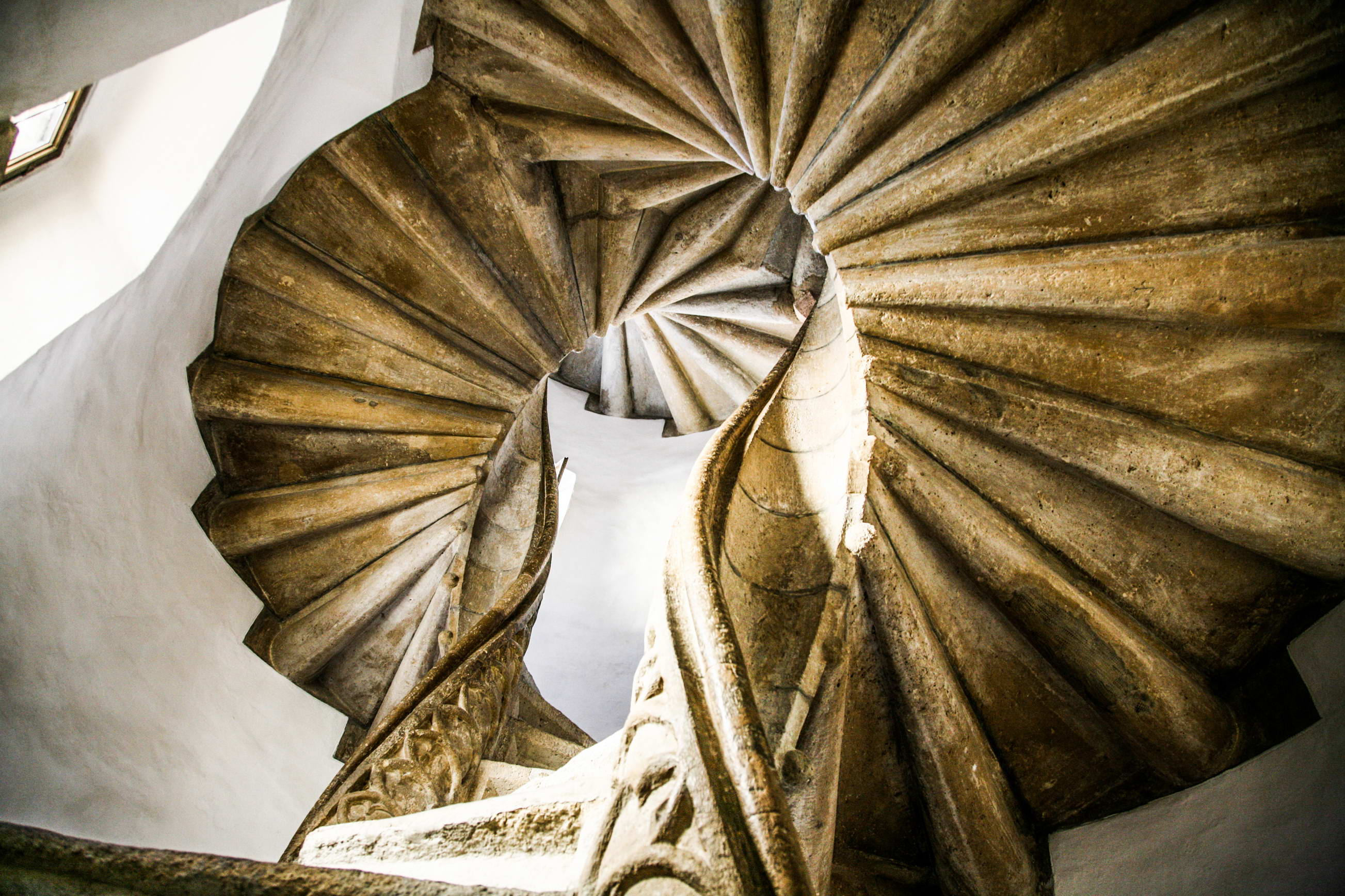
Doppelwendeltreppe Graz

Die  Grazer Doppelwendeltreppe, eine Zwillingswendeltreppe (so ihr offizieller Name), wurde in den Jahren 1499/1500 in der Regierungszeit des deutschen Königs und späteren Kaisers Maximilian I. von einem unbekannten Baumeister einer mittelalterlichen Bauhütte in der Grazer Burg von Steinmetzen errichtet.  

## Geschichte, Beschreibung
Die Grazer Treppe ist in der Baukunst Mitteleuropas nicht die einzige und nicht die älteste ihrer Art, aber eine der bedeutendsten. Sie wurde aus Sandstein geschlagen und zeichnet sich durch besonders hohe Qualität der Detailausführung und die Gewagtheit ihrer Konstruktion mit Hohlspindeln aus. Sie erhielt an der hofseitigen Fassade des Karlsbaus einen deutlich von außen erkennbaren Treppenturm.
Hier kommt die Experimentierlust der spätgotischen Baukunst unter Kaiser Maximilian I. zum Ausdruck. Handwerkstechnik und Geometrie  der Grazer Doppelwendel beeinflussten Konrad Wachsmann zur Entwicklung der Grapevine-Studie 1953 in Chicago.
Auch der neue Bezug zur Antike an der Schwelle vom Mittelalter zur Renaissance kommt an der Grazer Treppe zum Ausdruck: An den Fassaden wurden 1506 zwei römische Grabsteine aus der nahen Römerstadt Flavia Solva eingemauert. Fachleute erkennen in der Gestaltung das Prinzip Trennung und Versöhnung, weswegen diese Treppe auch Versöhnungsstiege genannt wird. Bei den Einwohnern heißt sie Busserlstiege (Busserl für Küsschen bei der Versöhnung). Sie besteht aus zwei gegenläufigen Treppen, die auf jedem Stockwerk kurz verschmelzen, sich trennen und wieder zusammenkommen.

## Ursprung von Zwillingswendeltreppen
Die ersten Zwillingswendeltreppen stammen von Peter Parler, einem großen Meister spätgotischer Baukunst. Seine Bauhütte errichtete im Prager Veitsdom 1371 eine gestaffelte Wendeltreppe. 
Das älteste erhaltene Beispiel einer Zwillingswendeltreppe befindet sich im Elisabeth-Dom in Košice/Kaschau (SK), der um 1440 errichtet wurde.